# Amperio-hora

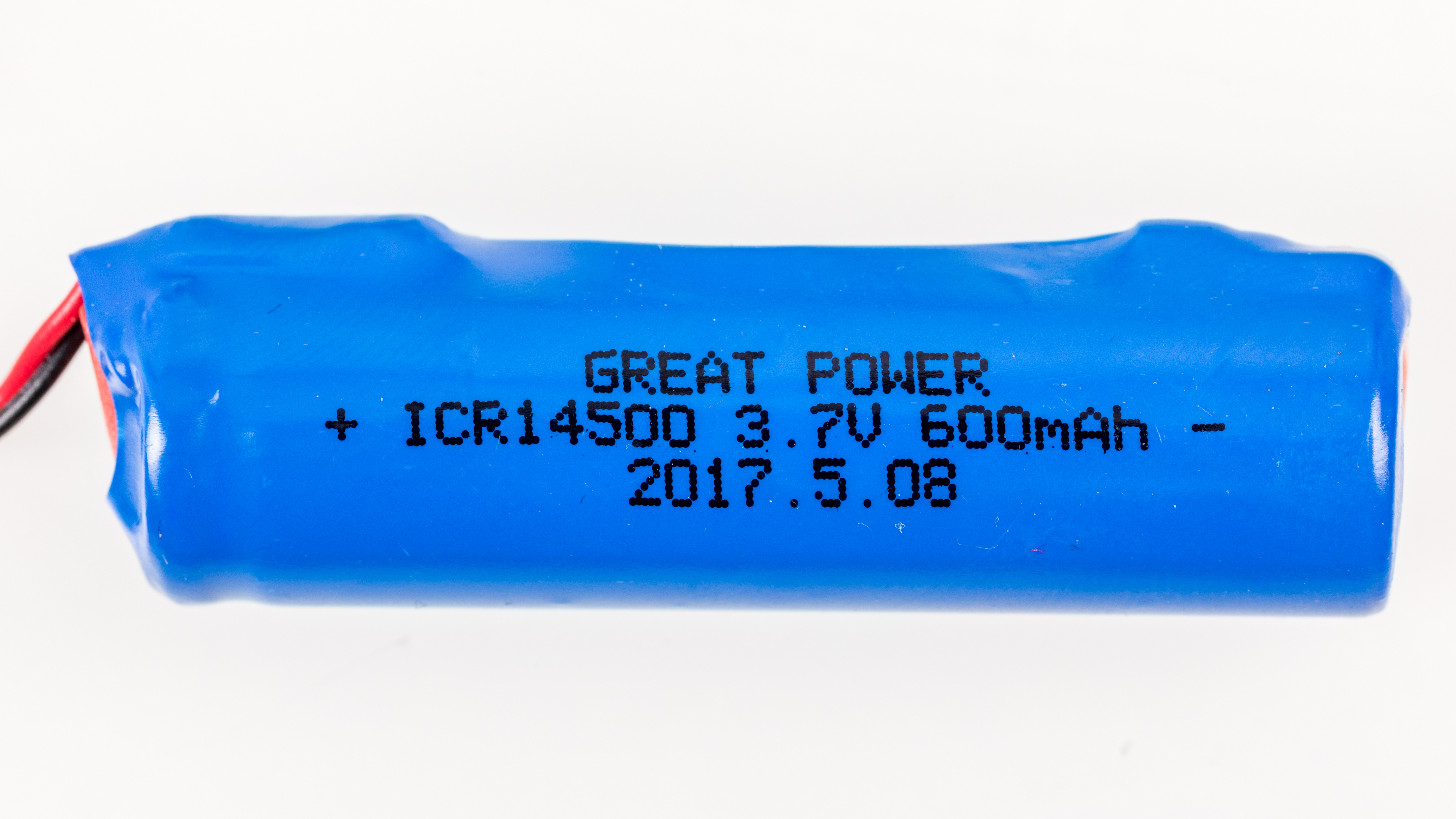
Batería recargable con capacidad para 600 mAh

Un amperio-hora es una unidad de uso práctico de la carga eléctrica, equivalente a 3600 C y su símbolo es Ah.  Indica la cantidad de carga eléctrica que pasa por los terminales de un dispositivo de almacenamiento de energía eléctrica, por ejemplo un condensador, un supercondensador o una batería, cuando este proporciona una corriente eléctrica de 1 amperio durante 1 hora a través de dichos terminales y se utiliza para determinar la capacidad de un condensador o de una batería, o lo que es lo mismo, la cantidad de electricidad que es capaz de almacenar al cargar y suministrar al descargarse. Por ejemplo, si un acumulador tiene una capacidad de 100 Ah, significa que teóricamente puede dar una corriente de 10 A durante 10 h o de 1 A durante 100 h. Esto en la práctica no es así, ya que entre otras cuestiones cuanto más rápido se descarga una batería, más energía se pierde por la resistencia interna. Por ello la capacidad de carga se suele dar referida a un tiempo estándar de descarga (10 o 20 horas), y para un voltaje final determinado.

## Equivalencia con el culombio
La unidad de carga eléctrica del Sistema Internacional es el culombio C:
{\displaystyle 1\ \mathrm {A} =1\ {\frac {\mathrm {C} }{\mathrm {s} }}\Rightarrow \;1\ \mathrm {A} \cdot \mathrm {s} =1\ \mathrm {C} }
operando un poco:
{\displaystyle 1\ \mathrm {A} \cdot \mathrm {h} =1\ \mathrm {A} \cdot \mathrm {h} \cdot {3600\mathrm {s}  \over 1\mathrm {h} }=3600\ \mathrm {A} \cdot \mathrm {s} =3600\ \mathrm {C} }
por lo tanto:
{\displaystyle 1\ \mathrm {A} \cdot \mathrm {h} =3600\ \mathrm {C} }

## Los miliamperios hora, y su uso en las baterías
En las baterías es normal el uso del miliamperio-hora (mAh), que es la milésima parte del Ah, o lo que es lo mismo 3,6 C. Esto indica la máxima carga eléctrica que es capaz de almacenar la batería. A más carga eléctrica almacenada, más tiempo tardará en descargarse. El tiempo de descarga viene dado por la expresión:
{\displaystyle \mathrm {tiempo\ de\ descarga} ={\mathrm {carga\ electrica\ bateria}  \over \mathrm {consumo\ electrico\ dispositivo} }}
Por ejemplo, si una batería posee una carga eléctrica de 1000 mAh (3600 C) y un dispositivo consume 20 mA (72 C/h), la batería tardará 50 horas en descargarse. Si en cambio consumiese 100 mA (360 C/h), la batería tardará solamente 10 horas en descargarse.
De la misma forma, se puede hallar el consumo eléctrico de un dispositivo:
{\displaystyle \mathrm {consumo\ electrico\ dispositivo} ={\mathrm {carga\ electrica\ bateria}  \over \mathrm {tiempo\ de\ descarga} }}
Si un teléfono móvil con una batería de 800 mAh tarda 400 horas en descargarse, el consumo del dispositivo es de 2 mA. 
Como 1 A = 1 C/s, entonces 2 mA = 0,002 A = 0,002 C/s:

## Energía acumulada en las baterías
La unidad del Sistema Internacional de Unidades para medir la energía acumulada en una batería es el julio; sin embargo, dado que el voltaje nominal de una batería es fijo, se utiliza el Ah como unidad, haciendo referencia al tiempo de carga y descarga de la batería.
Para calcular la energía almacenada en la batería, multiplicamos la intensidad de corriente que pasa por la batería por su tensión o voltaje.
Por ejemplo, si una batería de un teléfono móvil tiene 800 mAh (0,8 Ah) de capacidad de carga, y proporciona un voltaje de 3,7 V, eso quiere decir que puede acumular 10 656 julios:
{\displaystyle (0,8A\cdot h*3600s/h*3,7V)=10656J}
Otra forma habitual de medir la energía almacenada en una batería es el vatio-hora (Wh), que se obtiene multiplicando la carga (en Ah) por su tensión (en V).
{\displaystyle (0,8A\cdot h*3,7V)=2,96Wh}
Como 1 J = 1 W·s, se puede comprobar que ambos valores de energía son equivalentes:
{\displaystyle {\mbox{10 656 J}}={\frac {\mbox{10 656 W · s· h}}{\mbox{3600 s}}}={\mbox{2,96 Wh}}}